# Henry Despenser

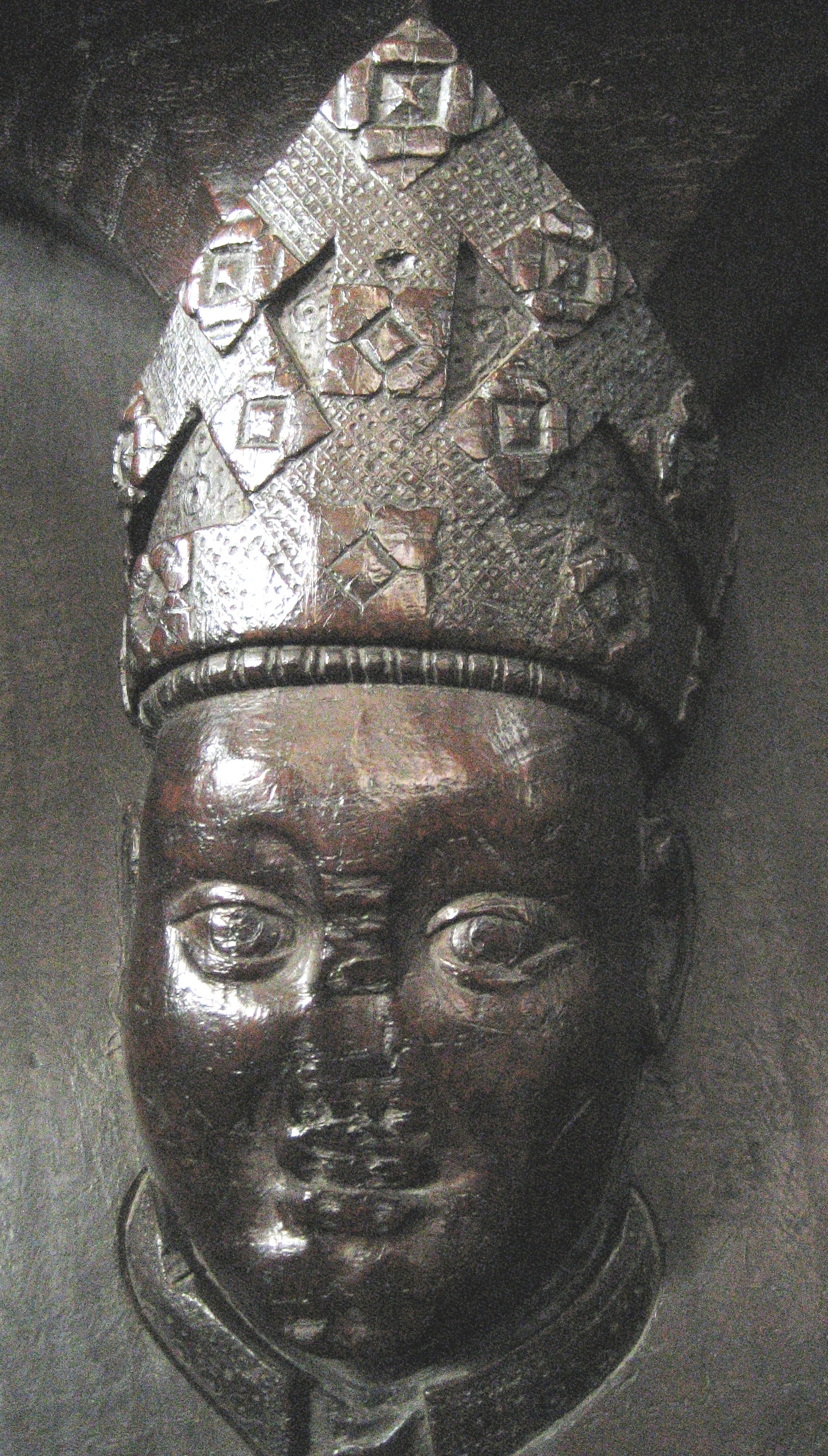
Henry Despenser, Holzschnitzerei aus dem 14. Jahrhundert

Henry Despenser (auch Henry le Despenser; † 23. August 1406 in North Elmham) war ein englischer Bischof von Norwich. Er wurde als kämpfender Bischof (englisch fighting Bishop)  bekannt.

## Herkunft
Henry Despenser war der vierte, vermutlich postume Sohn von Sir Edward Despenser und von Anne, einer Tochter von William Ferrers, 1. Baron Ferrers of Groby. Sein Vater war der zweite Sohn von Hugh le Despenser, dem 1326 gestürzten und hingerichteten Favoriten von König Eduard II., er fiel im September 1342 während des Bretonischen Erbfolgekriegs bei der Belagerung von Vannes. Der Erbe seines Vaters wurde Henrys ältester Bruder Edward le Despenser.

## Karriere als Geistlicher
Henry war bereits als Kind für den geistlichen Stand vorgesehen. Durch Vermittlung seines älteren Bruders Edward wurde er am 2. August 1354 im Alter von etwa elf Jahren Anwärter auf eine Domherrenstelle an der Kathedrale von Salisbury. Er studierte Recht an der Universität Oxford und machte im Februar 1361 seinen Abschluss als Master. Bereits am 20. Januar 1361 war er zum Seelsorger ernannt worden und im Dezember erhielt er erste kirchliche Ämter. Am 20. April 1362 wurde er Archidiakon von Llandaff in Südwales, wo seine Familie Besitzungen hatte, und am 17. Dezember 1362 wurde er zum Subdiakon geweiht. In seinen kirchlichen Ämtern ließ er sich dabei von Stellvertretern vertreten, denn in den nächsten Jahren lebte Despenser in Rom. Vermutlich zusammen mit seinem Bruder Edward nahm er an Kriegen von Papst Urban V. gegen die Visconti von Mailand teil.
Als am 8. August 1369 Bischof Thomas Percy von Norwich starb, war bekannt, dass der alternde König Eduard III. durchweg unentschlossen war, neue Bischöfe zu nominieren. Die Despensers sahen eine Chance, Henry zum Bischof von Norwich zu machen. Sie hatten zum verstorbenen Bischof verwandtschaftliche Kontakte gehabt, und nun nutzten sie ihre Verbindungen zur päpstlichen Kurie. Eine Wahl von Henry zum Bischof ist nicht überliefert, doch am 3. April 1370 wurde er von Papst Urban V. als Bischof von Norwich bestätigt. Zugleich erhielt er wegen seines Alters, das mit 27 angegeben wird, einen Dispens, und am 20. April 1370 wurde er in Rom zum Bischof geweiht. Die Zustimmung der englischen Regierung lag dazu noch nicht vor, denn erst nach seiner Rückkehr nach England erhielt Despenser am 4. Juni die Zustimmung von Erzbischof Simon Sudbury, der ihn am 12. Juli in sein Amt als Bischof einführte. Am 14. August wurden Despenser die Temporalien übergeben.
Despenser widmete sich zunächst vor allem seiner Diözese, wobei er sich jedoch vor allem um weltliche Angelegenheiten kümmerte. Der Chronist Thomas Walsingham, der kurzzeitig als Prior von Wymondham Abbey in Despensers Bistum tätig war, beschrieb den jungen Bischof als kindisch, ungebildet, undiszipliniert und arrogant. Als Bischof gehörte Despenser auch den englischen Parlamenten an, doch verhielt er sich in den Parlamentsversammlungen meist zurückhaltend. Als jedoch John of Gaunt 1376 Bischof William von Wykeham dem Parlament als politischen Sündenbock präsentierte, gehörte Despenser zu den ersten Bischöfen, die auf einer Kirchenversammlung in Canterbury Wykeham verteidigten und im Gegenzug im Februar im Parlament die Politik Gaunts kritisierten. Um Juni 1377 wurde Despenser bei einem Aufstand in Bishop’s Lynn in Norfolk verwundet, als er auch seinen weltlichen Herrschaftsanspruch über die Stadt durchsetzen wollte und mit vorweggetragenem Amtsstab in die Stadt zog. Die Stadt und die Bischöfe von Norwich lagen schon lange über ihre Rechte im Streit, der durch Despensers Geste und den Zwischenfall wieder so angefacht wurde, dass sich der Regentschaftsrat mit dem Zwischenfall befassen musste.

## Deer Bauernaufstand von 1381 und derNorwich Crusade

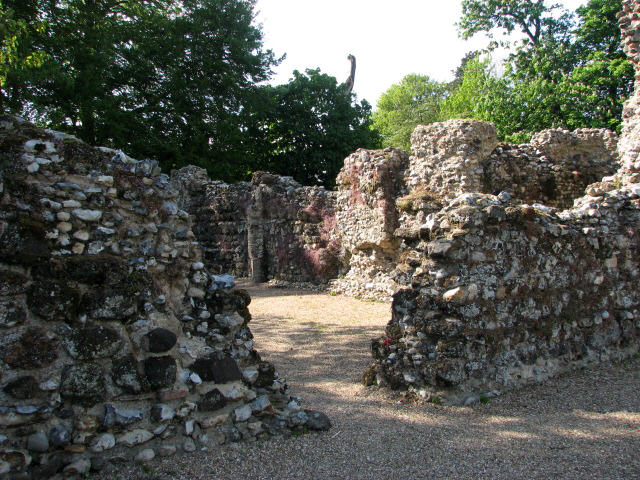
Die Ruine des Herrenhauses von North Elmham, einer Residenz von Henry Despenser

Im Juni 1381 hatte sich ein Bauernaufstand von Südostengland aus auch nach Norfolk ausgeweitet, und unter Führung des Färbers Geoffrey Lister besetzten Aufständische Norwich. Als sie vom Tod Wat Tylers erfuhren, versuchten sie, mit dem König zu verhandeln, und zogen nach Westen ab. Despenser hatte in der Zwischenzeit Truppen zusammengezogen und zog mit ihnen Richtung Norwich. Nachdem er Rebellen, die Ramsey Abbey angreifen wollten, geschlagen hatte, traf er bei Newmarket auf eine Abordnung der Rebellen, die unterwegs zum König waren. Despenser ließ die Rebellen hinrichten und zog anschließend mit seinem Heer nach North Walsham, wo die Hauptmacht der Rebellen lagerte. Die Rebellen hatten sich in einem befestigten Lager  verschanzt, worauf Despenser selbst den Angriff führte. Die Aufständischen flüchteten in eine Kirche, doch Despenser wusste, dass diese noch nicht geweiht war, ließ die Rebellen hinaustreiben und anschließend zahlreiche von ihnen hinrichten. Auch ihren Anführer Geoffrey Lister ließ er hinrichten, nachdem er ihm angeblich zuvor noch die Beichte abgenommen hatte. Durch dieses energische Vorgehen gewann er Bewunderung beim Adel, da in zahlreichen anderen Grafschaften die Behörden nur schwächlich gegen die Rebellion vorgingen. Andererseits hatte eine gescheiterte Revolte in Norfolk 1382 seinen Tod als Ziel gehabt.
Despenser wollte nun eine militärische Expedition nach Flandern führen, um während des Hundertjährigen Kriegs von dort militärischen Druck auf Frankreich auszuüben. Da Despenser für sein Vorgehen vermutlich die Unterstützung von Papst Urban VI. hatte, konnte er seinen Feldzug als Kreuzzug gegen die Schismatiker, die den gegnerischen Papst Clemens VII. unterstützten, deklarieren. Im Oktober 1382 waren die Commons im Parlament von diesem Vorhaben begeistert, vermutlich auch, weil bei einem Kreuzzug die englische Kirche einen Großteil der Kosten tragen musste. Dagegen verweigerten sie dem von den Lords befürworteten Feldzug von John of Gaunt gegen Kastilien, dem französischen Verbündeten in Spanien, ihre Unterstützung. Der sogenannte Norwich Crusade, der somit aus kirchlichen, wirtschaftlichen und politischen Motiven begonnen wurde, wurde ein völliger Fehlschlag. Despenser setzte am 17. Mai 1383 mit einer 8000 Mann starken Armee nach Calais über. Am 25. Mai konnte er eine flämisch-französische Armee bei Dünkirchen schlagen, worauf sich einige der benachbarten Städte ergaben. Ab dem 9. Juni belagerte er Ypern. Die Belagerung scheiterte und musste am 8. August abgebrochen werden. Gegen den Widerstand seiner Stellvertreter, vor allem des erfahrenen Sir Hugh Calveley, versuchte Despenser anschließend in Nordostfrankreich einzufallen. Als sich eine vom französischen König Karl V. selbst geführte Armee näherte, war Despenser der Rückweg nach Calais abgeschnitten, und er musste Mitte September in Gravelines einen demütigenden Waffenstillstand schließen.
Bei seiner Rückkehr nach England wurden erbitterte Beschuldigungen gegen Despenser erhoben. Militärisch hatte der Feldzug nichts erreicht, der Handel mit Flandern blieb englischen Kaufleuten weiterhin verwehrt, und das Ansehen der Kirche und des Bischofs war wegen der missbräuchlichen Verwendung von Ablassgeldern und des Angriffs auf das eigentlich Papst Urban VI. nahestehende Flandern stark beschädigt. Am 28. Oktober 1383 wurde Despenser wegen schlechter Führung vom Parlament angeklagt. Seine Temporalien wurden eingezogen, doch er durfte seine Freiheit und sein Bischofsamt behalten. Vermutlich war die Regierung erleichtert, dass seine unerwünschte Einmischung in einer Katastrophe geendet hatte, und die Commons waren zu enttäuscht, um ihn zu verteidigen. John Wyclif und seine Anhänger griffen Despensers Scheitern in ihren Schriften als Warnung Gottes auf. Dennoch beschuldigten einige Despensers Stellvertreter der Illoyalität und beklagten nicht seine Leistung. Im Juli 1385 durfte Despenser den Feldzug von König Richard II. nach Schottland begleiten, was vielleicht als Warnung an den schottischen Bischof Thomas de Rossy von Galloway gedacht war, der über den Streit über das Schisma jeden englischen Bischof, mit Ausnahme des waffenliebenden Despenser, zum Zweikampf herausgefordert hatte. Am 24. Oktober 1385 erhielt er von Bischof Thomas Arundel seine Temporalien zurück.

## Verwaltung der Diözese und Unterstützung von Richard II.

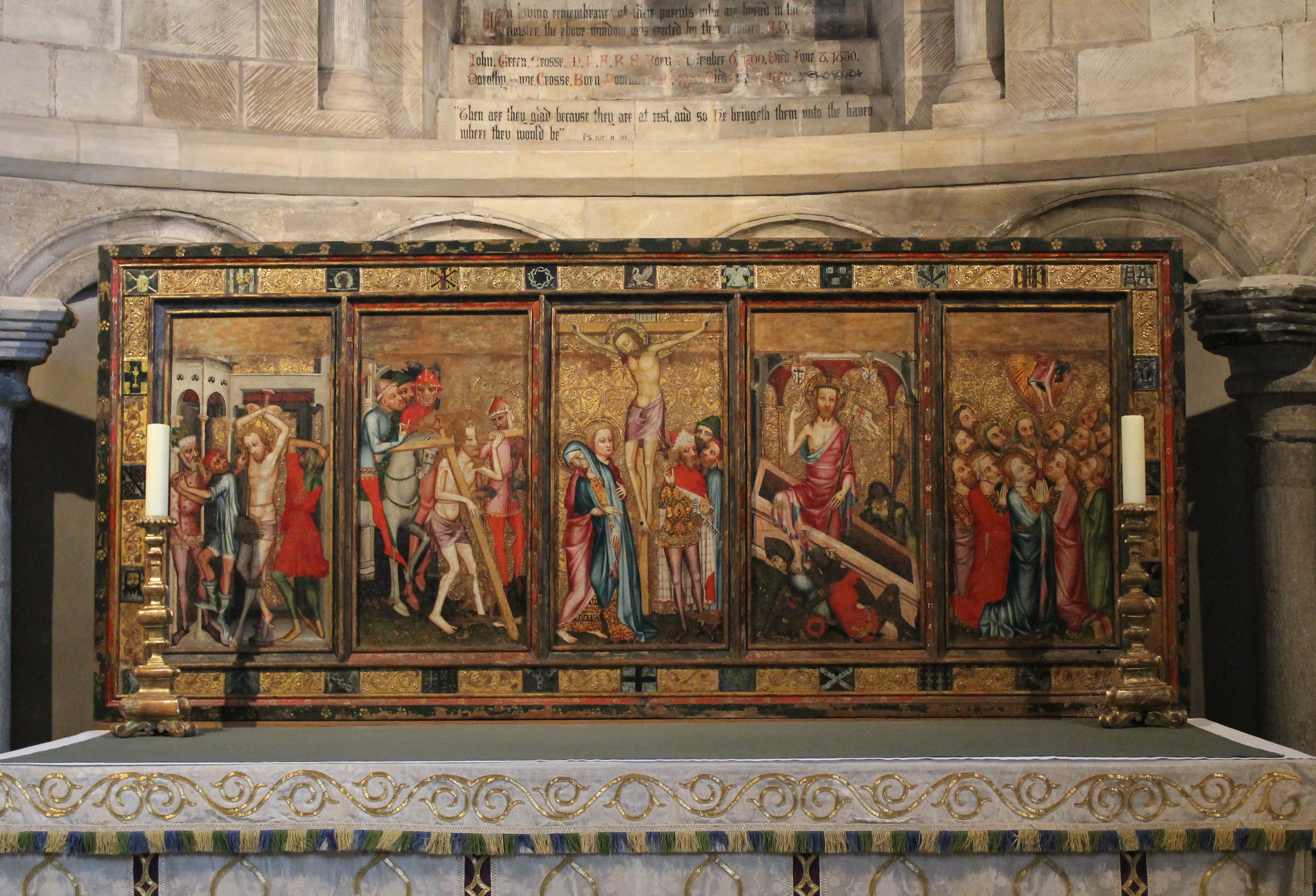
Despenser-Retabel

Während der politischen Krise, die zwischen 1386 und 1388 England erfasste, spielte Despenser keine besondere Rolle, sondern befasste sich nur mit der Verwaltung seiner Diözese. In den nächsten zehn Jahren blieb er weitgehend passiv und blieb bis auf 1388, wo er als Residenz Hoxne in Suffolk bevorzugte, bis 1395 im Bischofspalast von Norwich, den er nur selten, um etwa an den Parlamenten und an Versammlungen der Bischöfe teilzunehmen, verließ. Nur in wenigen Jahren unternahm er im Herbst eine Visitation seiner Diözese. 1395 verlegte er seine Hauptresidenz nach South Elmham in Suffolk, das er wieder häufiger für Reisen verließ. Von Mai 1397 bis Februar 1398 blieb Despenser ständig in seinem Londoner Haus. Vermutlich wünschte König Richard II., der gerade gegen seine Gegner, die Lords Appellant, vorgegangen war, die Anwesenheit des ihm ergebenen Bischofs, dazu war der Streit zwischen Despenser und den Mönchen seines Kathedralpriorats über die Autorität des Bischofs eskaliert. Richard II. hatte die Klärung des Falles Thomas Arundel, der inzwischen Erzbischof von Canterbury geworden war, übertragen, der im März 1398 in fast allen Punkten zugunsten von Despenser entschied.
Im Mai und Juni 1399 reiste Despenser so häufig wie noch nie durch seine Diözese, wobei er sich jedoch wohl eher um Unterstützung für König Richard II. als um geistliche Belange bemühte. Als die Herrschaft des Königs im Juli 1399 zusammenbrach, gehörte Despenser, dessen Familie hoch in der Gunst des Königs stand, zu den wenigen, die die Machtübernahme von Henry Bolingbroke offen ablehnten. Als er sich weiter öffentlich dem neuen König widersetzte, wurde er verhaftet und in Berkeley Castle inhaftiert, bis er im Oktober 1399 am Parlament teilnehmen durfte. Anschließend kehrte er im November in seine Diözese zurück. Über seinen Neffen Thomas le Despenser war er im Januar 1400 in die gescheiterte Dreikönig-Verschwörung gegen den neuen König Heinrich IV. verwickelt. Vermutlich entging er nur dadurch einer Anklage, dass er am 5. Februar John Derlington, den Archidiakon von Norwich, zu seinem Generalvikar ernannte und sich in den Schutz des ihm wohlgesinnten Erzbischofs Arundel begab. Bis er im Februar 1401 vom Parlament begnadigt wurde, blieb er in Canterbury und überließ Derlington die Verwaltung seiner Diözese. Vermutlich wurde durch Despensers Anwesenheit der Erzbischof auf den als Lollarden verdächtigten Priester William Sawtrey aufmerksam. Despenser hatte dem aus seiner Diözese stammenden Sawtrey bereits 1399 widerrechtlich mit der Verbrennung gedroht, damit er die Lehren Wyclifs widerrief, und Arundel brachte den Fall nun vor eine Kirchenversammlung. Despenser gab am 23. Februar eine schriftliche Stellungnahme über Sawtrey ab, der als Ketzer und Aufrührer verurteilt und im März 1401 als erster Anhänger Wyclifs öffentlich verbrannt wurde.

## Letzte Jahre und Tod
Ende März 1401 kehrte Despenser in seine Diözese zurück. Dort geriet er erneut mit den Mönchen des Kathedralpriorats in Streit, die sich an den Papst gewandt hatten, um ihre Rechte zu sichern. Der vom Papst ernannte Richter befand nun, dass Erzbischof Arundel zu sehr zugunsten des Bischofs entschieden hatte, und entschied den Streit nun zugunsten des Kathedralpriorats. Arundel ergriff daraufhin wieder Partei für Despenser und schüchterte die Mönche so ein, dass sie schließlich doch sein Urteil von 1398 akzeptierten und letztlich einen Vergleich mit Despenser schlossen.
1403 und 1404 kam es erneut zum Streit mit der Stadt Bishop’s Lynn, der schließlich dem König zur Entscheidung vorgelegt wurde. Despenser selbst unternahm nur noch wenig und blieb fast ständig in seinem Palast in North Elmham, ehe er im März 1405 zurück in den Bischofspalast nach Norwich zog. Im August 1406 reiste er noch einmal nach Bishop’s Lynn, ehe er nach North Elmham zurückkehrte, wo er starb. Seine letzte Reise hatte ihn vermutlich so beansprucht, dass er starb, ohne ein Testament aufzusetzen. Er wurde in der Kathedrale von Norwich beigesetzt. In der Kathedrale erinnert das sogenannte Despenser-Retabel an ihn, ein prächtiges Altarretabel, das Despenser vermutlich in Auftrag gegeben hat.